# 메나 (우크라이나)

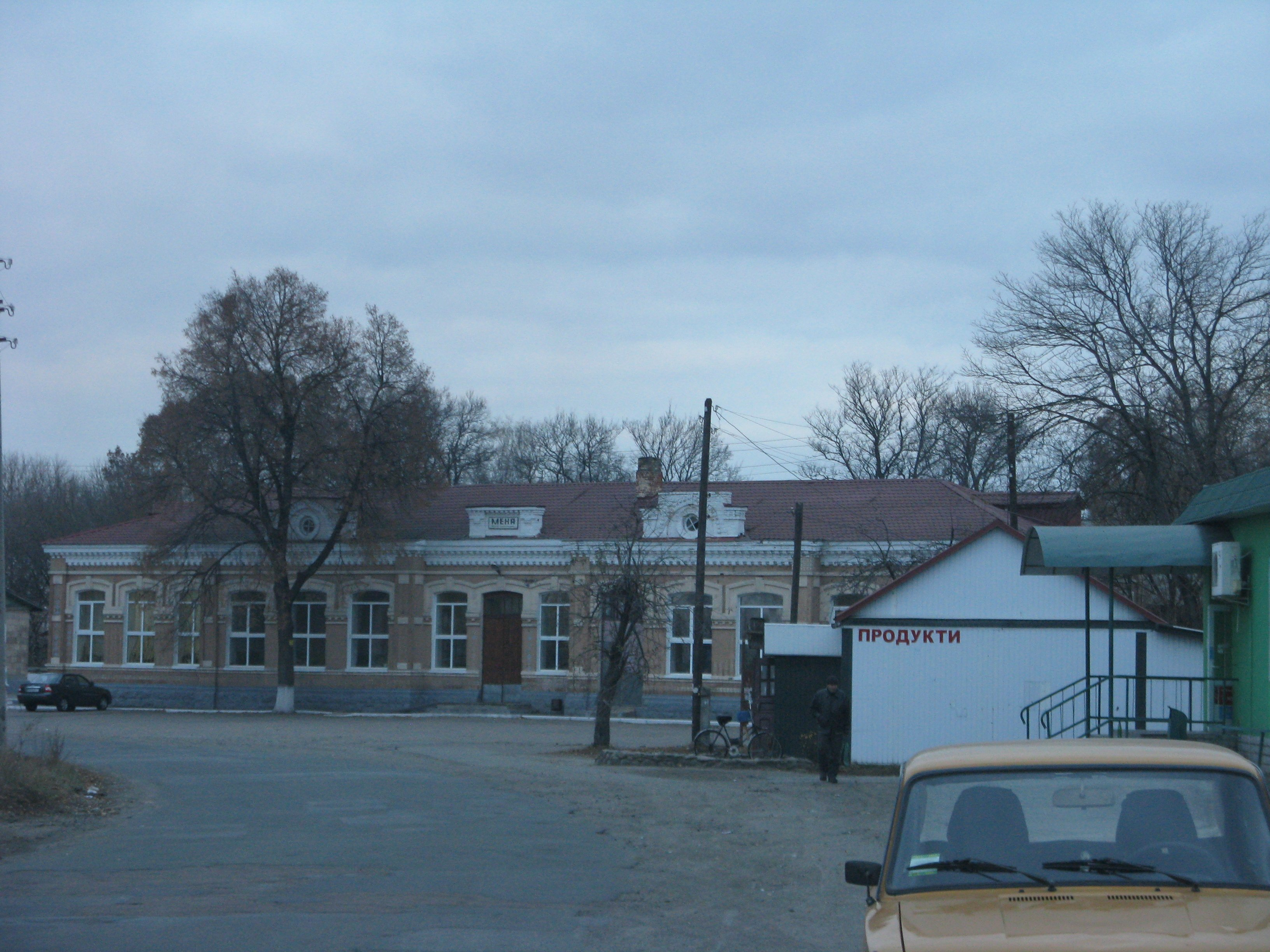
메나 철도역

메나(우크라이나어: Мена)는 우크라이나 체르니히우주에 위치한 도시로 면적은 9.95km2, 인구는 10,600명(2024년 기준)이다.

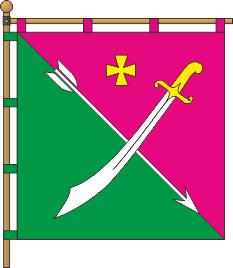
시기
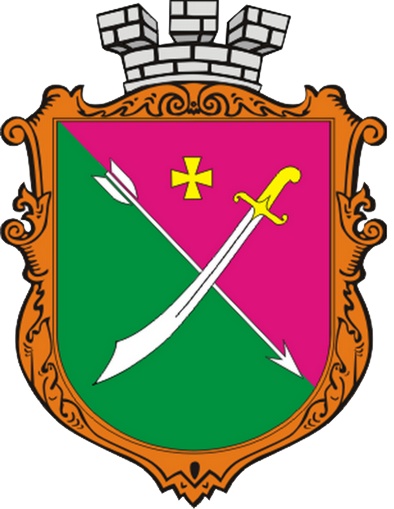
시 문장